# Deniya pleuralis
Deniya pleuralis är en stekelart som beskrevs av Cameron 1905. Deniya pleuralis ingår i släktet Deniya och familjen brokparasitsteklar. Inga underarter finns listade i Catalogue of Life.